# Hlboké nad Váhom
Hlboké nad Váhom je obec na Slovensku v okrese Bytča v Žilinském kraji. Žije v ní 953 obyvatel.

## Historie
První písemná zmínka o vesnici pochází z roku 1347. Ve vsi stojí římskokatolický kostel Panny Marie Sedmibolestné ze 13. století.

## Přírodní poměry

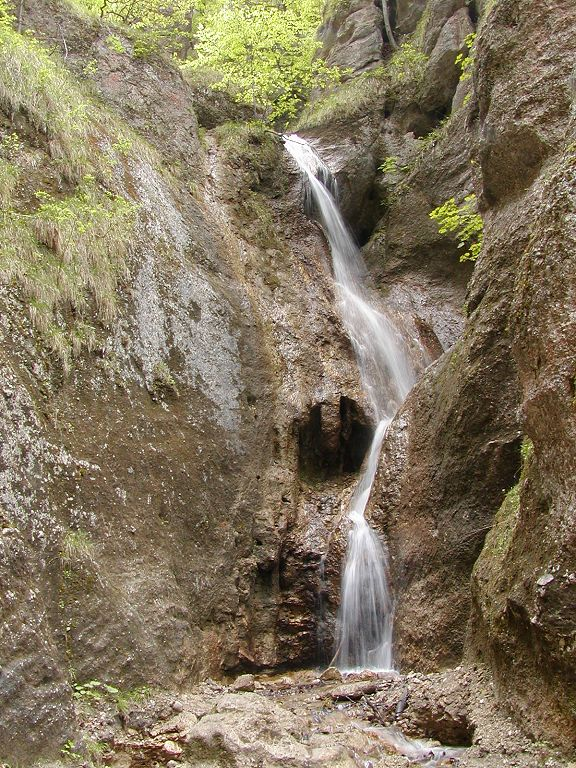
Hlbocký (též Súlovský) vodopád

Obec se nachází v nadmořské výšce 347 metrů, na levém břehu řeky Váh a rozkládá se na ploše 5,359 km². Do jejího katastrálního území zasahuje část národní přírodní rezervace Súľovské skály. Jihovýchodně od vesnice vede hranice chráněné krajinné oblasti Strážovské vrchy.